# Dissolution de la fédération des Antilles néerlandaises

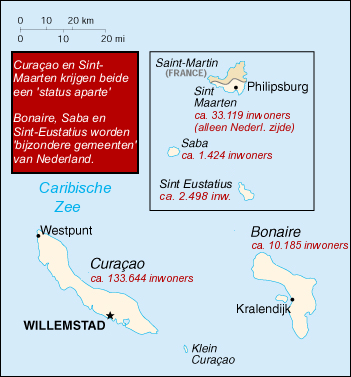
Restructuration politique des Antilles néerlandaises. Carte en néerlandais.

Les Antilles néerlandaises sont dissoutes dans le cadre de la réforme étatique des Pays-Bas du 10 octobre 2010 sous l'effet de l’amendement du statut du Royaume.

## Histoire

### Référendums de 2004/2005
Plusieurs consultations populaires ont été organisées dans les Antilles néerlandaises entre 2000 et 2005 :
- 2000 : Saint-Martin/Aruba décident d’opter pour un statut particulier.
- 2004 : Bonaire vote à 59,9 % pour dissoudre les Antilles néerlandaises et établir des liens État/État avec les Pays-Bas. Saba prend la même décision par voie référendaire le 1er octobre[1].
- 2005 : Curaçao se détermine, par référendum du 8 avril, en faveur d'un statut particulier, alors que la population de Saint-Eustache vote pour des « Antilles nouveau style ».

### Recommandation de la commission pour les relations administratives et financières avec les Antilles néerlandaises (BFV)
Le rapport du BFV publié le 8 octobre 2004 préconise la dissolution des Antilles néerlandaises et le consentement de qualité de « pays » aux îles de Curaçao et Saint Martin et d'îles du Royaume aux îles de Bonaire, Saba et Saint-Eustache. Le rapport inclut aussi des recommandations au sujet du renforcement de l’administration locale et la dissolution de la dette des territoires.

### Conférences table ronde
Le gouvernement de Balkenende mène des consultations avec les représentants des îles. 
Le 21 octobre 2005 un protocole d’entente est conclu entre les Pays-Bas et les Antilles néerlandaises, donnant notamment le droit aux Pays-Bas d’auditer les finances des Antilles. 
Le 26 novembre 2005, les deux pays s’accordent sur la dissolution de la dette publique des Antilles, sous la condition que les Antilles gèrent des finances en équilibre sans création de nouvelles dettes.

### Accord définitif
Le 18 septembre 2006, le Conseil d’État du Royaume publie ses informations sur la réforme étatique. 
Le 4 octobre 2006, le gouvernement de Jan Peter Balkenende annonce que Bonaire et Saint-Eustache seront considérés comme des « organes publics » au lieu d'îles du Royaume comme initialement prévu. L’accord avec Bonaire et Saint-Eustache fut signé le 11 octobre 2006, suivi le 2 novembre par l’accord avec Curaçao et Saint-Martin. 
Approuvé par les législatures des signataires, à l’exception de celui de Curaçao, les accords sont mis en application à Bonaire, Saba et Saint-Martin. Leur mise en place était initialement prévue pour la fin 2008, mais les réformes prennent du retard pour finalement se concrétiser en janvier 2010.
Le 15 décembre, Curaçao et les Pays-Bas tombent d’accord sur la dissolution des Antilles. Curaçao et Saint-Martin optent alors pour un statut autonome similaire à celui d'Aruba.
La dissolution des Antilles néerlandaises et les nouvelles relations étatiques sont alors prévues pour le 10 octobre 2010.

### Referendum de Curaçao en 2009
Le 29 mai, les habitants de Curaçao votèrent à 52 % en faveur de l’accord sur la réforme. La participation atteignit 67 %.

## Structure étatique

### Avant la réforme
Avant le 10 octobre 2010 le Royaume des Pays Bas était composé des :
- Pays-Bas
- Antilles néerlandaises
- Aruba

Aruba jouit depuis le 1er janvier 1986 d’un statut d’autonomie.

### Après la réforme
À partir du 10 octobre 2010 le Royaume des Pays-Bas est composé des :
- Pays-Bas
- Aruba (statut autonome)
- Curaçao et Saint-Martin (pays composants du Royaume)
- Bonaire, Saba et Saint-Eustache, regroupées sous l'acronyme Îles BES (commune spéciale des Pays-Bas).

L’accord prévoit que les communes spéciales adoptent dès janvier 2011 le dollar (au lieu de l’euro), une interdiction d’émettre de la dette publique et la possibilité que le fisc néerlandais soit responsable de la collecte et du contrôle des impôts.
Les îles obtiennent une autonomie administrative complète à l’exception de la sécurité (police) et en matière de justice. Le système de sécurité sociale est notamment indépendant de celui des Pays-Bas. Les îles ne sont pas rattachées à une Province des Pays-Bas.

### Justice
La Cour de justice des Antilles et d'Aruba ne fut pas dissoute par la réforme mais reçut un nouveau statut et une nouvelle personnalité juridique. À la différence des autres territoires du Royaume, les nouveaux pays n’ont ni procureur général ni procureur du Royaume, ceux-ci ayant été regroupés dans la personne du Fiscaliste général.

### Relations avec l’Union européenne
Jusqu’à la réforme de 2010, les Antilles néerlandaises étaient considérées comme pays et territoires d'outre-mer. Il est probable que les Communes spéciales deviendront des régions ultrapériphériques. Les pays de Curaçao et Saint-Martin devront inclure dans leur législation l'acquis communautaire avant de pouvoir obtenir le statut de région ultrapériphérique.